# Carlo Scognamiglio
Carlo Luigi Scognamiglio Pasini (ur. 27 listopada 1944 w Varese) – włoski polityk, nauczyciel akademicki, były minister obrony i przewodniczący Senatu.

## Życiorys
Z wykształcenia ekonomista, studia ukończył na Uniwersytecie Bocconi w Mediolanie, po czym rozpoczął karierę naukową. Został profesorem Uniwersytetu LUISS w Rzymie. W okresie od 1984 do 1992 pełnił funkcję rektora tej uczelni. Wcześniej przez rok kierował grupą mediową Rcs MediaGroup, wydającą m.in. dziennik Corriere della Sera.
Od 1992 do 2001 sprawował mandat senatora XI, XII i XIII kadencji. Początkowo należał do Włoskiej Partii Liberalnej, a po jej rozwiązaniu (w połowie lat 90.) przystąpił do Forza Italia. W 1994 został kandydatem prawicy Silvia Berlusconiego na urząd przewodniczącego Senatu. W wyborach jednym głosem pokonał Giovanniego Spadoliniego, dotychczas zajmującego to stanowisko. Izbą wyższą parlamentu kierował do końca XII kadencji.
W 1996 opuścił Forza Italia, przechodząc na stronę centrolewicowej koalicji. Współtworzył nowe ugrupowanie wraz z Francesciem Cossigą. W rządzie Massima D’Alemy przez rok (od 1998 do 1999) pełnił funkcję ministra obrony. W międzyczasie (w latach 1995–2004) przez trzy kadencje był prezydentem Aspen Institute, następnie objął stanowisko honorowe w tej fundacji.
Od 2001 angażował się w marginalne inicjatywy polityczne. Przed wyborami do PE w 2004 sygnował swoim nazwiskiem jedną z list wyborczych, która otrzymała tylko około 0,5% głosów. W 2007 przystąpił do reaktywowanej parę lat wcześniej Włoskiej Partii Liberalnej, wszedł w skład jej władz krajowych.